# Askaros
Askaros (altgriechisch Ἄσκαρος) war ein griechischer Bildhauer aus Theben, der im 6. oder 5. Jahrhundert v. Chr. tätig war.
Nach einer lückenhaft überlieferten Stelle bei Pausanias war er der Schüler eines Künstlers aus Sikyon, möglicherweise des Kanachos oder des Aristokles. Er war der Erschaffer einer Bronzestatue des Zeus, der mit Blumen bekränzt war und in der rechten Hand einen Blitz hielt. Das Werk soll ein Beutestück der Thessalier von den Phokern gewesen sein, das diese noch vor den Perserkriegen erbeutet und dem Zeusheiligtum in Olympia gestiftet haben sollen.